# Quella chiara notte d'ottobre
Pour plus de détails, voir Fiche technique et Distribution.
Quella chiara notte d'ottobre est un film dramatique italien réalisé par Massimo Franciosa et sortie en 1971.

## Synopsis
Une femme, probablement insatisfaite de sa vie familiale et affective, souffre d'hallucinations étranges. Elle se voit en compagnie de son mari qui, pendant ces cauchemars, s'adresse à elle comme si elle était la gouvernante. Étourdie et craignant de surcroît pour son état de santé mentale, la femme rencontre par hasard un ancien petit ami. La passion semble renaître dans leur couple et l'état de santé de la femme semble bientôt s'améliorer. Un soir, cependant, les deux amoureux sont témoins d'un meurtre. Au lieu que ce secret ne les rapproche, il finit par les diviser. Ayant retrouvé un minimum d'intimité avec son mari, un jour, la femme rencontre accidentellement le meurtrier à l'aéroport. Face à cette état de fait, elle fait comme si de rien n'était et, en fait, en quittant l'aéroport, lui sauve la vie en lui criant de faire attention au moment où une voiture est sur le point de le percuter à grande vitesse. 

## Fiche technique
- Titre original italien : Quella chiara notte d'ottobre[1]
- Réalisateur : Massimo Franciosa
- Scénario : Massimo Franciosa, Franco Ferrara, Massimo Andrioli
- Photographie : Mario Vulpiani
- Montage : Marcello Malvestito
- Musique : Armando Trovajoli
- Effets spéciaux : Tonino Cacciuottolo
- Décors : 	Luciana Vedovelli Levi
- Costumes : Luciana Vedovelli Levi, Clara Citi
- Maquillage : Alfonso Cola, Mara Rocchetti
- Société de production : Kinesis Films (Rome)
- Pays de production :  Italie
- Langue originale : italien
- Format : Couleurs - Son stéréo - 35 mm
- Durée : 95 minutes
- Genre : Drame, giallo
- Dates de sortie :
  - Italie : 17 juillet 1971

## Distribution
- Irina Demick : la femme
- Silvano Tranquilli : Marcello
- Don Backy : Giorgio
- Venantino Venantini : meurtrier
- Anita Strindberg (sous le nom de « Anita Edberg ») : victime
- Ernesto Colli : hôtelier
- Antonella Murgia :
- Rosetta Salata
- Nicoletta Rizzi
- Marella Corbi
- Marianella Lazslo
- Antonella Murgia